# Costanilla de San Andrés

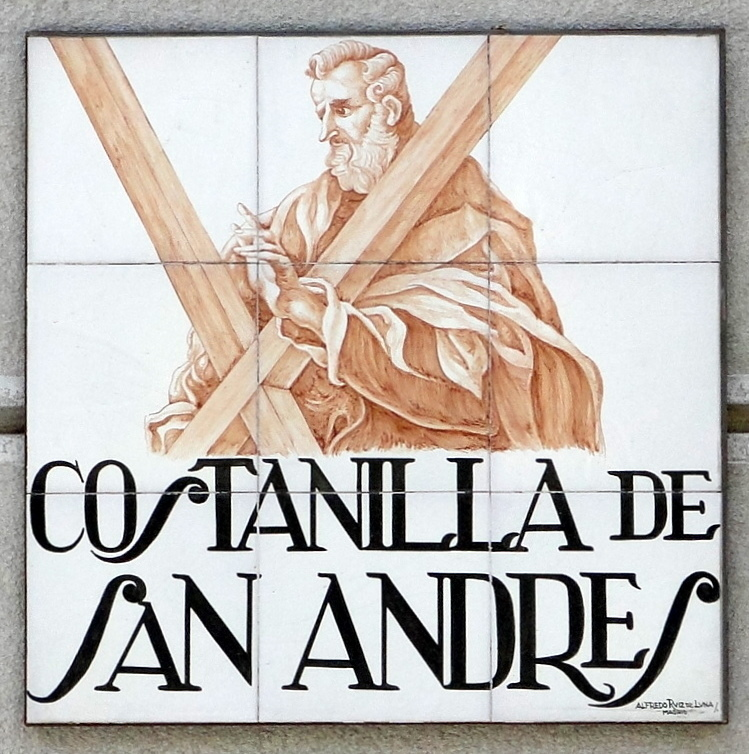
Costanilla de San Andrés, en Madrid. Callejero de azulejos del ceramista Ruiz de Luna, reproduciendo la imagen de san Andrés pintada por el Greco.

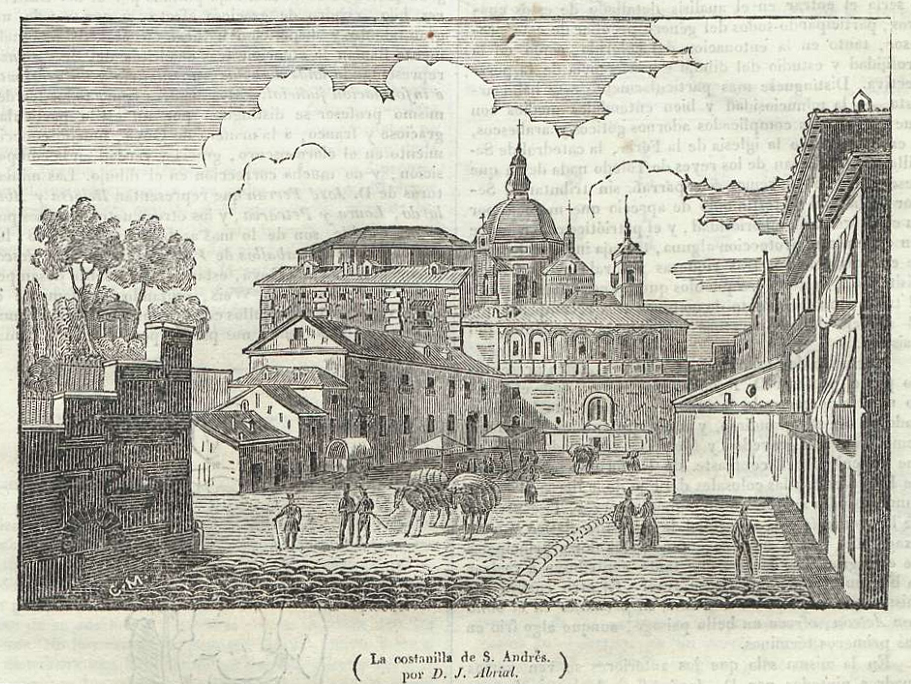
Vista de la costanilla de San Andrés, dibujo de José María Avrial, publicado en el Semanario Pintoresco Español en 1836.

La costanilla de San Andrés (también identificada con la plaza de la Paja como la plazuela de la Costanilla de San Andrés) es una empinada calle en cuesta del Madrid de los Austrias, en el Distrito Centro (Madrid), que sube desde la calle de Segovia, ensanchándose en la plaza de la Paja y llegando luego hasta la plaza de los Carros. Tomó su nombre de la iglesia de San Andrés, levantada al final de la cuesta en uno de los entornos más castizos y antiguos de la capital española.

## Costanilla histórica y literaria
Tanto Répide como Peñasco y Cambronero sitúan en el ensanche de esta costanilla la imprenta del librero Enrique Rubiños, en la rinconada que forma el edificio vecino a la capilla del Obispo, con la fachada del que fuera palacio de los Vargas en el siglo XVI. Quizá al hilo de libros, libreros, ilustres palacios y humildes vecinos, Benito Pérez Galdós hizo protagonista de sus novelas —como a muchos otros rincones de su Madrid— a esta empinada costanilla, que ya en el siglo XI había subido en paseo triunfal al rey leonés Alfonso VI, tras rebasar el "portillo del Aguardiente".

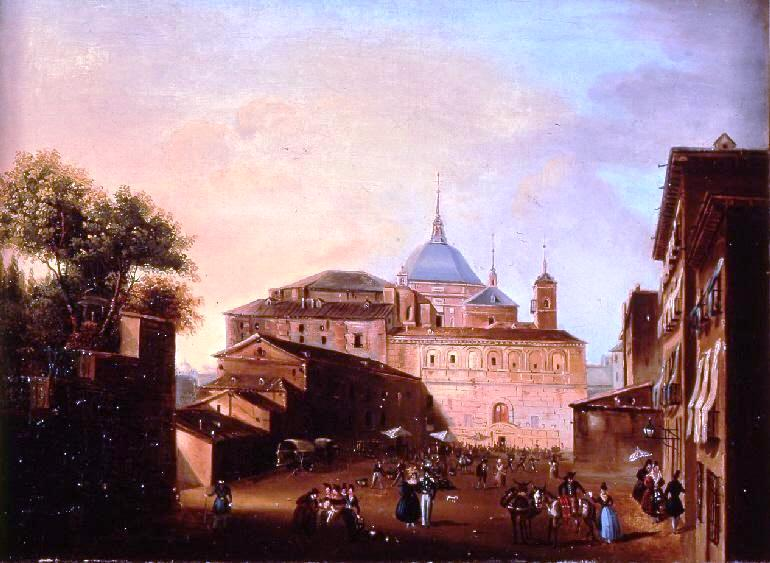
Óleo de Avrial sobre el motivo ya incluido de la Plaza de la Paja desde la Costanilla (hacia 1840). Museo de Historia de Madrid.

Ramón Gómez de la Serna, glosando la historia de la madrileña plaza de la Paja, confiesa su predilección por la tradicional denominación de ese espacio como "costanilla de San Andrés, por mejor nombre que el vulgarote de plaza de la Paja, (que) fue en su primera etapa cementerio de fundadores, y allí reposó San Isidro, que probó la tierra primera bajo su suelo".

### Teatro España
Como uno de los muchos teatros-salones que se abrieron en el Madrid de la segunda mitad del siglo XIX, el Teatro España se inauguró en 1874, con un proyecto de José Asensio Perdiguer. Ramón Gómez de la Serna lo localiza en el palacio de los Vargas, "dando espectáculos de a real la pieza". Fue destruido por un incendio antes de finalizar el siglo.